# Scopula languidata
Scopula languidata là một loài bướm đêm trong họ Geometridae.